# Hussein Sulimani
Hussein Abdulghani Sulimani, né le 21 janvier 1977 à Djeddah, est un footballeur saoudien. Il joue au poste de milieu de terrain avec l'équipe d'Arabie saoudite et Al Ahly Djeddah et le club d'Al Nasr Riyad. Il mesure 1,74 m pour 70 kg.

## Carrière

### En club
- 1997-2008 : Al Ahly Djeddah -  Arabie saoudite
- 2008-2009 : Neuchâtel Xamax -  Suisse
- 2009-2017 : Al Nasr Riyad -  Arabie saoudite
- 2017-2018: FK Vereya -  Bulgarie
- 2018-2019: Ohod Al Madina Al Munawara Club -  Arabie saoudite
- 2019-2020: Al Ahly Djeddah -  Arabie saoudite

### En équipe nationale
Il a eu sa première cape en 1996 et a disputé la  coupe du monde en 1998, 2002 et en 2006.
Il a participé aux Jeux olympiques d'Atlanta en 1996 et était le propriétaire de l'objectif de se qualifier pour les Jeux olympiques
Il a remporté deux championnats arabes : 1998, 2001 et un championnat du Golfe 2002
Soleimani est considéré comme la plus longue carrière internationale pour un joueur de football en Arabie saoudite (22 ans).
Soleimani est une légende du football saoudien.

## Palmarès
Collectif
- Coupe d'Asie des nations de football en 1996
- Poteaux de la Coupe des Confédérations en 1997 et 1999
- Contributions aux finales de la Coupe du monde en 1998 et 2002 et 2006
- Coupe d'Arabie saoudite de football en 1998 et 2002 et 2007 et 2014
- Coupe arabe des nations de football en 1998 et 2001
- Coupe du Golfe des nations de football en 2002
- Coupe internationale de l'amitié en 2001 et 2002
- Coupe du Golfe des clubs champions en 2002 et 2008
- Coupe arabe des clubs champions en 2003
- Coupe de la Fédération d'Arabie saoudite de football en 2001 et 2002 et 2007
- Championnat international de Baniyas en 2011 et 2013
- Championnat international des d'Al Wahda en 2012
- Championnat d'Arabie Saoudite en 2014 et 2015
- Championnat du golfe d'Aqaba en 2018
- Championnat international de Jordanie en 2018
- 108 sélections et 3 buts en équipe nationale (au 12 décembre 2009)

individuel
- Le meilleur joueur prometteur du Golfe 1996
- meilleur joueur arabe 1997
- Il a remporté le prix du meilleur joueur 3 fois en 8 matches lors des éliminatoires finales de la Coupe du monde en France, comme un record pour un joueur de la ligne de défense.
- Sélectionné pour jouer dans l'équipe FIFA World Stars 1997
- Il a été choisi pour jouer dans l'équipe Asian Stars à Moscou en 1998.
- Meilleur défenseur gauche d'Asie 2000
- Sélectionné pour jouer dans l'équipe FIFA World Stars 2000
- Le meilleur joueur arabe de la Coupe du monde à deux reprises, 1998 et 2006.
- Il a été élu meilleur footballeur saoudien en 2006.
- Meilleur joueur international pour les équipes du Moyen-Orient et d'Afrique du Nord dans la première décennie du millénaire (2000 - 2009)
- Le prix du plus beau but asiatique du mois d'avril 2011 de la Confédération asiatique.
- Meilleur défenseur saoudien de l'année 2014 d'Opta.
- Il a été nommé par la société espagnole Football Top en 2014 parmi les 50 meilleurs joueurs du monde.
- Meilleur joueur étranger en Bulgarie pour la saison 2017/2018.